# Serranus Clinton Hastings

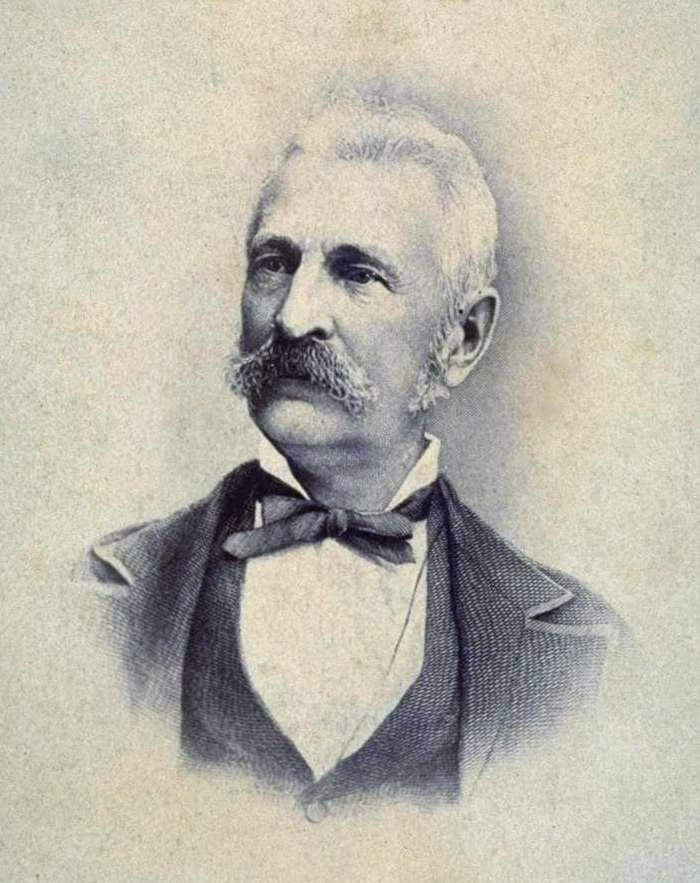
S. Clinton Hastings

Serranus Clinton Hastings (* 22. November 1814 in Watertown, Jefferson County, New York; † 18. Februar 1893 in San Francisco, Kalifornien) war ein US-amerikanischer Jurist und Politiker. Zwischen 1846 und 1847 vertrat er den Bundesstaat Iowa im US-Repräsentantenhaus. Er war in Kalifornien Initiator und Finanzier des organisierten Massenmords an den  Yuki in den Jahren 1856 bis 1859.

## Leben
Serranus Hastings besuchte öffentliche Schulen in seinem Heimatstaat New York und war im Jahr 1834 selbst Lehrer an der Norwich Academy. Im Jahr 1835 zog er nach Lawrenceburg in Indiana. Dort verlegte er die Zeitung Indiana Signal. Nach einem anschließenden Jurastudium und seiner im Jahr 1837 erfolgten Zulassung als Rechtsanwalt begann er in Burlington im späteren Staat Iowa in seinem neuen Beruf zu praktizieren.
Politisch war Hastings Mitglied der Demokratischen Partei. Nach der Gründung des Iowa-Territoriums war er von 1838 bis 1846 Mitglied des territorialen Regierungsrates, dessen Vorsitzender er zwischenzeitlich war. Nach der Staatsgründung von Iowa wurde er bei den ersten Kongresswahlen, die noch staatsweit abgehalten wurden, für das erste Abgeordnetenmandat des neuen Staates in das US-Repräsentantenhaus in Washington, D.C. gewählt, wo er am 29. Dezember 1846 sein Mandat antrat. Er beendete die bis zum 3. März 1847 laufende Legislaturperiode und schied dann wieder aus dem Kongress aus, weil er auf eine erneute Kandidatur bei den regulären Kongresswahlen des Jahres 1846 verzichtet hatte.
Zwischen dem 26. Januar 1848 und dem 14. Januar 1849 war Hastings als Chief Justice der Vorsitzende Richter am Iowa Supreme Court. Danach zog er nach Benecia in Kalifornien. Auch in seinem neuen Heimatstaat wurde er Vorsitzender Richter des Obersten Gerichtshofes. Dieses Amt übte er zwischen Dezember 1849 und Dezember 1851 aus. Zwischen dem 2. Januar 1852 und dem 2. Januar 1854 war Hastings als Nachfolger von James A. McDougall Attorney General von Kalifornien.
Nach dem Ende seiner Zeit als Attorney General zog sich Hastings aus der Politik zurück. Er stieg zunächst in das Bankgeschäft ein, in dem er durch eine Bankeninsolvenz keinen Erfolg hatte. Danach wurde er auf dem Immobilienmarkt tätig. In dieser Branche stieg er zu einem reichen Geschäftsmann auf. Er spendete im Jahr 1878 das nötige Geld zur Gründung des Hastings College of the Law, der ersten juristischen Fakultät der University of California. Er wurde dafür zum Dekan dieser Anstalt berufen. Außerdem unterstützte er die Gründung der St. Catherine Academy in Benicia mit finanziellen Mitteln. Serranus Hastings starb am 18. Februar 1893 in San Francisco. Er war seit dem 10. Juni 1840 mit Azalea Brodt verheiratet, mit der er neun Kinder hatte.